# Compsophorus bilobatus
Compsophorus bilobatus là một loài tò vò trong họ Ichneumonidae.